# Xanthi
Xanthi (griechisch Ξάνθη [ˈksanθi] (f. sg.), türkisch İskeçe, bulgarisch Скеча Sketscha oder veraltet Zarewo) ist eine griechische Stadt in Westthrakien. Xanthi liegt 121 km westlich der Stadt Alexandroupoli, östlich der Stadt Kavala und südlich des Rhodopen-Hauptkamms. Xanthi ist Sitz einer großen Universität, eines Militärgerichtes sowie eines Bistums. Der Fußballverein Skoda Xanthi gehört zu den bestgeführten in der ersten Liga und spielt seit 2003 im neuen Skoda-Xanthi-Stadion. Die Gemeinde Xanthi wurde 1924 eingerichtet und 1997 um die Nachbargemeinden Evmiro und Kimmeria, 2010 um die westlich angrenzende Gemeinde Stavroupoli erweitert.

## Geschichte

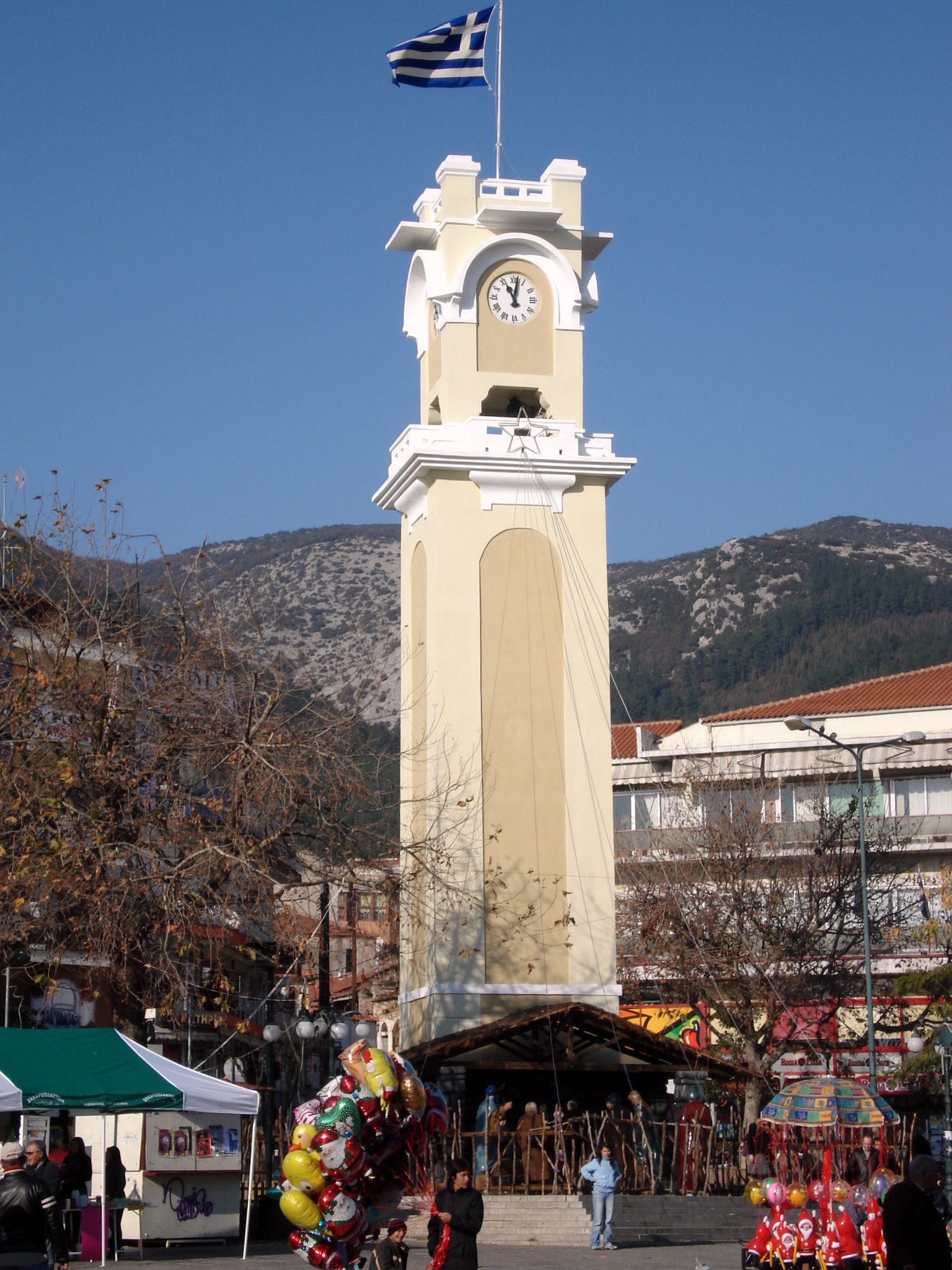
Der vom Pomaken Chadschi Emin Ağa 1870 erbauter Saat Kulesi (Uhrenturm) der Stadt Xanthi

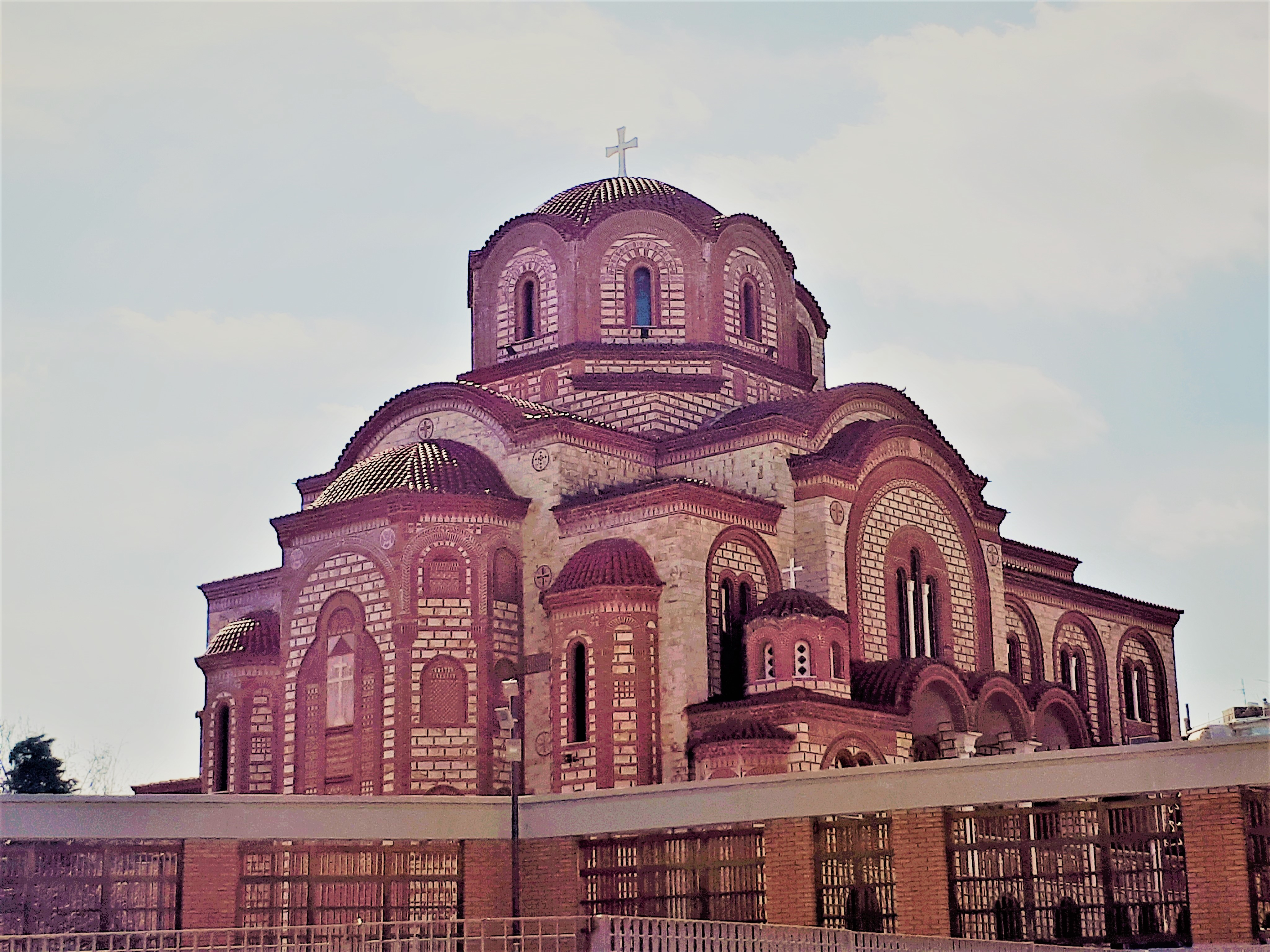
Die Orthodoxe Kathedrale in der Stadt Xanthi

Die erste Erwähnung des Ortsnamens Xanthia (gr. Ξάνθεια) findet sich in einem Bericht aus den Thrakischen Kriegen aus dem Jahr 879 n. Chr.
1345 fand in der Nähe die Schlacht von Peritheorion statt. In dieser Zeit war Xanthi, unter den Namen Zarewo (dt. Zarenstadt) Residenzstadt des Despoten Momtschil.
Bedeutung erlangte der Ort in Osmanischer Zeit um 1715 als Zentrum des Tabakhandels. Zwei Erdbeben im Jahr 1829 zerstörten die Stadt, 1870 wütete eine Feuersbrunst. 1891 bekam die Stadt Anschluss an das Schienennetz. 1908 setzten griechische Andartis die bulgarische Kirche im Brand.
Im Ersten Balkankrieg 1912 wurde die Stadt am 7. November 1912 von Truppen des Makedonien-Adrianopel-Freiwilligen-Korps und reguläre bulgarische Armee unter General Stilijan Kowatschew von den Osmanen eingenommen. Im Zweiten Balkankrieg besetzte die griechische Armee 1913 für kurze Zeit die Stadt und überließ es anschließend der von den Türken gebildeten Provisorischen Regierung Westthrakien. Mit dem Ende des Krieges wurde die Stadt Bulgarien zugesprochen (Friede von Bukarest 1913) bevor sie nach dem Ersten Weltkrieg unter Verwaltung Frankreichs für die Entente (Vertrag von Neuilly-sur-Seine 1919) fiel und kurz darauf Griechenland (Vertrag von Sèvres 1920) zugesprochen wurde, was nach dem Griechisch-Türkischen Krieg durch den Vertrag von Lausanne (1923) endgültig bestätigt wurde.
In der Folge errichtete Griechenland westlich der Stadt die Metaxas-Linie, die im Zweiten Weltkrieg 1941 im Griechenlandfeldzug der Wehrmacht durchbrochen wurde. Als Griechenland kapitulierte, besetzte am 20. April die 2. Bulgarische Armee das Gebiet an der Ägäis-Küste und die Stadt wurde wieder bulgarisch. Durch ein Gesetz des bulgarischen Parlaments wurde die Stadt Verwaltungszentrum des bulgarischen Bezirks Belomorie und das Hauptquartier der 2. Bulgarischen Armee. Mit dem Ende des Krieges zogen sich die Bulgaren zurück.
Die letzten Jahre hat sich Xanthi vom reinen Verwaltungssitz (Kreisverwaltung, Militärgericht, Bistum) zu einem bedeutenden Industrie- und Dienstleistungsstandort entwickelt. Die Demokrit-Universität Thrakien hat einen ihrer drei Standorte in Xanthi.

## Bevölkerung
Die Bevölkerung der Stadt setzt sich neben der griechischen Mehrheit auch aus Türken (griechische Staatsbürger, siehe Türken in Westthrakien), Roma und einem kleinen Anteil der überwiegend im Norden der Präfektur lebenden Pomaken zusammen.
Die Bevölkerungszahl hat sich folgendermaßen entwickelt:
| Jahr | Bevölkerung |
| ---- | ----------- |
| 1940 | 31.015      |
| 1951 | 27.283      |
| 1961 | 27.802      |
| 1971 | 27.040      |
| 1981 | 33.897      |
| 1991 | 38.808      |
| 2001 | 46.464      |
| 2011 | 56.151      |

## Wirtschaft

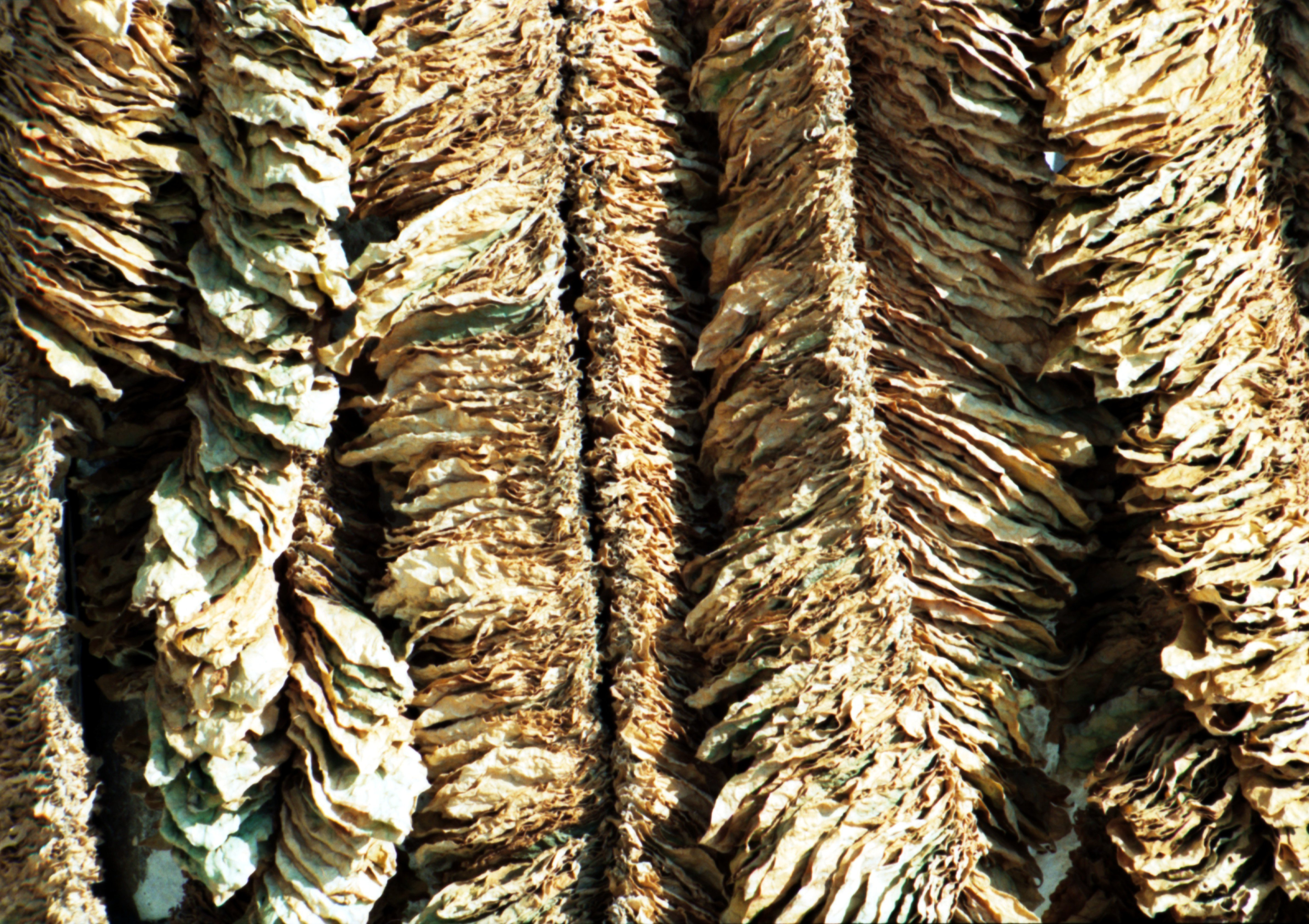
Tabak zum Trocknen, an einem pomakischen Haus

Xanthi und Umgebung, besonders die nahegelegene Ortschaft Genisea (türkisch: Yenice, bulgarisch: Йенидже / Jenidsche), sind berühmt für den besonders milden und süßlich-aromatischen Orienttabak (überwiegend die Sorten Basma Xanthi und Orient Xanthi), der früher zu den besten und teuersten Orientzigaretten (wie „Balkan Sobranie“, "Sullivan Powell Oriental" etc.) verarbeitet wurde. Obwohl es diese Zigarettensorten nicht mehr gibt, wird der Tabak heute noch als Bestandteil der American Blends von den Zigarettenkonzernen verarbeitet. Außerdem wird er noch immer in Griechenland als Pfeifentabak und als Feinschnitt in Beuteln angeboten.
In ganz Griechenland bekannt ist Xanthi auch für seine traditionelle Schokoladenspezialität „Karioka“, die der im Rahmen des Bevölkerungsaustausches 1922 aus Ostthrakien vertriebene Konditor Georgios Papaparaskevas 1930 erstmals dort auf den Markt brachte. In der Originalrezeptur wird die halbkreisförmige Karioka aufwendig hergestellt, besteht innen aus einer Art Nougat mit Walnussstücken, ist teilweise mit einem Biskuitteig ummantelt, vollständig mit dunkler Kuvertüre überzogen und erinnert entfernt an Salzburger Mozartkugeln. Im Jahre 2016 schafften es die Patissiers von Xanthi mit einer 383 kg schweren Riesen-Karioka sogar ins Guinness-Buch der Rekorde.

## Verkehr
Der Bahnhof von Xanthi liegt an der 1896 eröffneten Bahnstrecke Thessaloniki–Alexandroupoli.

## Sehenswürdigkeiten
Xanthi verfügt über eine gut erhaltene Altstadt, deren Gebäude zumeist aus der ersten Hälfte des 19. Jahrhunderts stammen und den Wohlstand aus dem Tabakhandel widerspiegeln. Sehenswert sind die Agora (Markthallen) und die Mitropolis. Das jährliche Altstadtfest und das Karneval Xanthi, das zweitgrößte des Landes an Zuschauerzahlen nach dem berühmten Patras-Karneval, ziehen Besucher aus dem ganzen Land an. Weiters sind auch das Jugendfestival und das Manos Hadjidakis Musikfestival, mit Teilnahmen aus dem ganzen Balkanbereich, erwähnenswert.

## Söhne und Töchter der Stadt
- Melpo Merlier (1889–1979), Musikwissenschaftlerin, Ethnologin und Neogräzistin
- Manos Hadjidakis (1925–1994), Komponist
- Hamdi Şensoy (1925–2018), türkischer Architekt
- Christodoulos I. (1939–2008), Erzbischof von Athen und Oberhaupt der autokephalen orthodoxen Kirche von Griechenland
- Şerif Gören (1944–2024), türkischer Filmregisseur
- Antonis Antoniadis (* 1946), Fußballspieler
- Theo Kapilidis (* 1960), Jazzmusiker
- Hüseyin Zeybek (* 1968), Apotheker und Politiker
- Angelos Pavlakakis (* 1976), Sprinter
- Gülşah Gabriel (* 1978), deutsche Biologin und Virologin
- Christos Patsatzoglou (* 1979), Fußballspieler
- Vasilios Torosidis (* 1985), Fußballspieler

## Partnerstädte
- Gifhorn, Niedersachsen
- Novi Beograd, Serbien
- Smoljan, Bulgarien
- Biga, Türkei
- Bursa, Türkei